# Giro del Lussemburgo 1964
Il Giro del Lussemburgo 1964, ventottesima edizione della corsa, si svolse dal 12 al 15 giugno su un percorso di 834 km ripartiti in 4 tappe (la seconda suddivisa in due semitappe), con partenza a Lussemburgo e arrivo a Esch-sur-Alzette. Fu vinto dall'olandese Arie den Hartog della Saint-Raphaël davanti al suo connazionale Bas Maliepaard e al tedesco Hans Junkermann.

## Tappe
| Tappa  | Data      | Percorso                                      | km  | Vincitore di tappa | Leader cl. generale |
| ------ | --------- | --------------------------------------------- | --- | ------------------ | ------------------- |
| 1ª     | 12 giugno | Lussemburgo > Lussemburgo                     | 227 | Bruno Mealli       |                     |
| 2ª-1ª  | 13 giugno | Grevenmacher > Grevenmacher (cron. a squadre) | 53  | Saint-Raphaël      |                     |
| 2ª-2ª  | 13 giugno | Grevenmacher > Bettembourg                    | 146 | Gilbert Desmet     |                     |
| 3ª     | 14 giugno | Bettembourg > Diekirch                        | 231 | Arie den Hartog    |                     |
| 4ª     | 15 giugno | Diekirch > Esch-sur-Alzette                   | 177 | Ward Sels          | Arie den Hartog     |
| Totale | Totale    | Totale                                        | 834 |                    |                     |

## Dettagli delle tappe

### 1ª tappa
- 12 giugno: Lussemburgo > Lussemburgo – 227 km

| Pos. | Corridore        | Squadra       | Tempo    |
| ---- | ---------------- | ------------- | -------- |
| 1    | Bruno Mealli     | Salvarani     | 6h27'37" |
| 2    | Cees Lute        | Saint-Raphaël | s.t.     |
| 3    | Carmine Preziosi | Pelforth      | s.t.     |

| Pos. | Corridore | Squadra | Tempo |
| ---- | --------- | ------- | ----- |

### 2ª tappa - 1ª semitappa
- 13 giugno: Grevenmacher > Grevenmacher (cron. a squadre) – 53 km

| Pos. | Squadra                  | Tempo |
| ---- | ------------------------ | ----- |
| 1    | Saint-Raphaël            |       |
| 2    | Pelforth-Sauvage-Lejeune | s.t.  |
| 3    | Cynar-Frejus             | s.t.  |

| Pos. | Corridore | Squadra | Tempo |
| ---- | --------- | ------- | ----- |

### 2ª tappa - 2ª semitappa
- 13 giugno: Grevenmacher > Bettembourg – 146 km

| Pos. | Corridore      | Squadra      | Tempo    |
| ---- | -------------- | ------------ | -------- |
| 1    | Gilbert Desmet | Wiel's       | 4h23'18" |
| 2    | Ward Sels      | Solo-Superia | a 24"    |
| 3    | Bruno Mealli   | Salvarani    | a 39"    |

| Pos. | Corridore | Squadra | Tempo |
| ---- | --------- | ------- | ----- |

### 3ª tappa
- 14 giugno: Bettembourg > Diekirch – 231 km

| Pos. | Corridore       | Squadra       | Tempo    |
| ---- | --------------- | ------------- | -------- |
| 1    | Arie den Hartog | Saint-Raphaël | 6h23'10" |
| 2    | Willy Monty     | Pelforth      | a 15"    |
| 3    | Hans Junkermann | Ruberg-Caltex | a 30"    |

| Pos. | Corridore | Squadra | Tempo |
| ---- | --------- | ------- | ----- |

### 4ª tappa
- 15 giugno: Diekirch > Esch-sur-Alzette – 177 km

| Pos. | Corridore              | Squadra      | Tempo    |
| ---- | ---------------------- | ------------ | -------- |
| 1    | Ward Sels              | Solo-Superia | 5h05'57" |
| 2    | Georges Van Den Berghe | Flandria     | a 15"    |
| 3    | Giuseppe Sartore       | Cynar-Frejus | a 30"    |

| Pos. | Corridore       | Squadra       | Tempo     |
| ---- | --------------- | ------------- | --------- |
| 1    | Arie den Hartog | Saint-Raphaël | 23h29'40" |
| 2    | Bas Maliepaard  | Saint-Raphaël | a 50"     |
| 3    | Hans Junkermann | Ruberg-Caltex | a 3'26"   |

## Classifiche finali

### Classifica generale
| Pos. | Corridore              | Squadra             | Tempo     |
| ---- | ---------------------- | ------------------- | --------- |
| 1    | Arie den Hartog        | Saint-Raphaël       | 23h29'40" |
| 2    | Bas Maliepaard         | Saint-Raphaël       | a 50"     |
| 3    | Hans Junkermann        | Ruberg-Caltex       | a 3'26"   |
| 4    | Georges Van Den Berghe | Flandria-Romeo      | a 19'00"  |
| 5    | Cees Lute              | Saint-Raphaël       | a 19'35"  |
| 6    | Karl-Heinz Kunde       | Ruberg-Caltex       | a 21'19"  |
| 7    | Henri De Wolf          | Solo-Superia        | a 23'01"  |
| 8    | Bruno Mealli           | Salvarani           | a 25'05"  |
| 9    | Michel Van Aerde       | Solo-Superia        | a 27'22"  |
| 10   | Jozef Timmermans       | Wiel's-Groene Leeuw | a 29'06"  |